# Amata stellaris
Amata stellaris là một loài bướm đêm thuộc phân họ Arctiinae, họ Erebidae.